# Metzgeria pubescens
Metzgeria pubescens — вид печіночників родини метцгерієвих (Metzgeriaceae).

## Поширення
Батьківщиною є Європа, Азія, Північна Америка, Південна Америка.